# Bcl-2
Bcl-2, codificat en humans pel gen BCL2, és el membre fundador de la família de proteïnes reguladores Bcl-2. BCL2 bloqueja la mort cel·lular programada (apoptosi) mentre que altres membres de la família BCL2 poden inhibir-la o induir-la. Va ser el primer regulador de l'apoptosi identificat en qualsevol organisme.
Bcl-2 deriva el seu nom del limfoma de cèl·lules B 2, ja que és el segon membre d'una sèrie de proteïnes descrites inicialment en translocacions cromosòmiques que impliquen els cromosomes 14 i 18 en limfomes fol·liculars. S'han identificat ortòlegs (com ara Bcl2 en ratolins) en nombrosos mamífers dels quals es disposa de dades completes del genoma.
Igual que BCL3, BCL5, BCL6, BCL7A, BCL9 i BCL10, té importància clínica en el limfoma.

## Isoformes
Les dues isoformes de Bcl-2, Isoforma 1 i Isoforma 2, presenten un plec semblant. Tanmateix, els resultats en la capacitat d'aquestes isoformes d'unir-se a les proteïnes BAD i BAK, així com en la topologia estructural i el potencial electroestàtic del solc d'unió, suggereixen diferències en l'activitat antiapoptòtica de les dues isoformes.

## Funció
BCL-2 es localitza a la membrana externa dels mitocondris, on juga un paper important en la promoció de la supervivència cel·lular i la inhibició de les accions de les proteïnes pro-apoptòtiques. Les proteïnes pro-apoptòtiques de la família BCL-2, incloent Bax i Bak, normalment actuen sobre la membrana mitocondrial per promoure la permeabilització i l'alliberament del citocrom c i ROS, que són senyals importants en la cascada de l'apoptosi. Aquestes proteïnes pro-apoptòtiques són al seu torn activades per proteïnes només BH3, i són inhibides per la funció de BCL-2 i el seu relatiu BCL-Xl.
Hi ha rols addicionals no canònics de BCL-2 que s'estan explorant. Se sap que BCL-2 regula la dinàmica mitocondrial i està implicat en la regulació de la fusió i la fissió mitocondrials. A més, a les cèl·lules beta pancreàtiques, se sap que BCL-2 i BCL-Xl estan implicats en el control de l'activitat metabòlica i la secreció d'insulina, amb la inhibició de BCL-2/Xl que mostra una activitat metabòlica creixent, però també una producció addicional de ROS; això suggereix que té un efecte metabòlic protector en condicions de gran demanda.

## Paper en la malaltia
El dany al gen Bcl-2 s'ha identificat com a causa d'una sèrie de càncers, incloent melanoma, mama, pròstata, leucèmia limfocítica crònica i càncer de pulmó, i una possible causa d'esquizofrènia i autoimmunitat. També és una causa de resistència als tractaments contra el càncer.

Visió general de les vies de transducció del senyal implicades en l'apoptosi

### Càncer
El càncer es pot veure com una alteració de l'equilibri homeostàtic entre el creixement cel·lular i la mort cel·lular. La sobreexpressió de gens anti-apoptòtics i la subexpressió de gens pro-apoptòtics poden provocar la manca de mort cel·lular que és característica del càncer. Un exemple es pot veure en els limfomes. La sobreexpressió de la proteïna anti-apoptòtica Bcl-2 només en limfòcits no causa càncer. Però la sobreexpressió simultània de Bcl-2 i el proto-oncogen myc pot produir malalties malignes de cèl·lules B agressives, inclòs el limfoma. En el limfoma fol·licular, es produeix habitualment una translocació cromosòmica entre els cromosomes catorzè i divuit (t(14;18)), que situa el gen Bcl-2 del cromosoma 18 al costat del locus de la cadena pesada de la immunoglobulina al cromosoma 14. Aquest gen de fusió està desregulat, donant lloc a la transcripció de nivells excessivament alts de Bcl-2. Això disminueix la propensió d'aquestes cèl·lules a l'apoptosi. L'expressió de Bcl-2 és freqüent en el càncer de pulmó de cèl·lules petites, que representa el 76% dels casos en un estudi.

### Malalties autoimmunes
L'apoptosi té un paper actiu en la regulació del sistema immunitari. Quan és funcional, pot provocar una manca de resposta immune als autoantígens mitjançant la tolerància tant central com perifèrica. En el cas d'apoptosi defectuosa, pot contribuir a aspectes etiològics de les malalties autoimmunes. La diabetis tipus 1 de la malaltia autoimmune pot ser causada per una apoptosi defectuosa, que condueix a un AICD aberrant de cèl·lules T i una tolerància perifèrica defectuosa. A causa del fet que les cèl·lules dendrítiques són les cèl·lules presentadores d'antigen més importants del sistema immunitari, la seva activitat ha d'estar estretament regulada per mecanismes com l'apoptosi. Els investigadors han descobert que els ratolins que contenen cèl·lules dendrítiques que són Bim -/-, per tant incapaços d'induir una apoptosi efectiva, tenen malalties autoimmunes més que els que tenen cèl·lules dendrítiques normals. Altres estudis han demostrat que la vida útil de les cèl·lules dendrítiques pot estar controlada en part per un temporitzador que depèn del Bcl-2 anti-apoptòtic.

## Ús diagnòstic
Els anticossos contra Bcl-2 es poden utilitzar amb immunohistoquímica per identificar cèl·lules que contenen l'antigen. En el teixit sa, aquests anticossos reaccionen amb les cèl·lules B de la zona del mantell, així com amb algunes cèl·lules T. No obstant això, les cèl·lules positives augmenten considerablement en el limfoma fol·licular, així com en moltes altres formes de càncer. En alguns casos, la presència o absència de tinció de Bcl-2 a les biòpsies pot ser significativa per al pronòstic o la probabilitat de recaiguda del pacient.